# Larifugella valida
Larifugella valida is een hooiwagen uit de familie Triaenonychidae.